# Бюссюм
Бюссюм (нидерл. Bussum) — населённый пункт в общине Гойсе-Мерен в нидерландской провинции Северная Голландия.
До 2016 года Бюссюм образовывал отдельную общину, а 1 января 2016 объединился с Нарденом и Мёйденом в новую общину Гойсе-Мерен.
Бюссюм расположен севернее города Хилверсюм, в лесистой местности Хет-Гой, на железнодорожной линии Амстердам — Амерсфорт. Численность населения составляет около 32 тысяч человек (на 2008 год).
Впервые письменно упоминается в 1306 году. До открытия железной дороги в 1874 году, проходящей ныне через Бюссюм, представлял собой лишь небольшую деревню. Вплоть до недавнего времени здесь работали шоколадная фабрика и студия нидерландского национального телевидения. В настоящее время большинство местных жителей заняты на предприятиях крупных городов Нидерландов.
Достопримечательностью Бюссюма является спроектированная архитектором П. Й. Г. Кёйперсом и построенная в 1894 году церковь св. Вита.

## Местные уроженцы
В Бюссюме родились экс-пилот чемпионата мира «Формулы-1» Хуб Роттенгаттер, композитор Эрнст Рейзегер, писатель Чарльз де Линт.